# Peter Braun (Politiker, 1950)
Peter Braun (* 24. Februar 1950 in Bremen) ist ein deutscher Unternehmer und Politiker (FDP), er war Mitglied der Bremischen Bürgerschaft.

## Biografie

### Ausbildung, Beruf
Braun studierte nach dem Abitur Sozialwissenschaften und Publizistik an der Georg-August-Universität Göttingen und schloss dieses als Diplom-Sozialwirt ab. Er arbeitete danach als Assistent und später in der Geschäftsführung der Harz-Weser-Werkstätten in Osterode. 1983 gründete er eine Personalberatung, die er als geschäftsführender Gesellschafter betreibt.

### Politik
Braun ist seit 1971 Mitglied der FDP. Er war ab um 1990 bis 1995 Schatzmeister im Landesvorstand der FDP.
Von 1991 bis 1995 war er Mitglied der 13. Bremischen Bürgerschaft und Mitglied verschiedener Deputationen.
Er führte als Nachfolger von Manfred Richter von 1995 bis 1999 den FDP-Landesverband Bremen. Sein Nachfolger war Claus Jäger. Massiv sprach er sich für den Bau des Hemelinger Tunnels aus, der bis 2003 realisiert wurde. Von 1996 bis um 1999 war auch Mitglied des Bundesvorstandes der FDP. Er sprach sich 1996 für eine vollständige (nicht erfolgte) Privatisierung der Gewoba und der Stadtwerke Bremen aus und er war 1997 gegen die (realisierte) Verlängerung der Straßenbahnlinie 4 in Horn-Lehe. Der wirtschaftsliberale Politiker befürwortete 1998 im Bund eine Koalition von CDU/CSU mit der FDP.